# توسین آدارابیویو
توسین آدارابیویو (زادهٔ ۲۴ سپتامبر ۱۹۹۷) بازیکن فوتبال اهل انگلستان است که در پست مدافع میانی برای باشگاه فوتبال چلسی در لیگ برتر فوتبال انگلستان بازی می‌کند.
از باشگاه‌هایی که در آن بازی کرده است می‌توان به باشگاه فوتبال منچستر سیتی، وست برومویچ آلبیون و بلکبرن روورز و فولام و چلسی اشاره کرد.

## افتخارات
منچستر سیتی
- جام اتحادیه باشگاه‌های انگلستان: 2017–18[۴]

فولام
- چمپیونشیپ: ۲۲–۲۰۲۱[۵]

چلسی
- لیگ کنفرانس اروپا: ۲۵–۲۰۲۴[۶]
- جام جهانی باشگاه‌ها: ۲۰۲۵[۷]

انفرادی
- تیم سال پی‌اف‌ای: ۲۲–۲۰۲۱[۸]
- EFL Championship Team of the Season: ۲۲–۲۰۲۱[۹]
- تیم فصل لیگ کنفرانس اروپا: ۲۵–۲۰۲۴[۱۰]